# Sønderjysk
Sønderjysk (i dialekten: Synnejysk, tysk: Südjütisch eller Plattdänisch) er en dansk dialekt, som tales fra den dansk-tyske grænse til Kongeåen i Jylland. Syd for grænsen tales der sønderjysk i nogle af sognene langs grænsen mellem Flensborg og Nibøl. Endnu i 1800 taltes dialekten ned til Husum, Slesvig by, Slien  og i dele af Svansø ; før 1700 formentlig ned til Egernførde.
Der er mange lokale variationer; f.eks. er det muligt at høre, om en person kommer fra Haderslev eller fra Sønderborg. På Als kaldes de lokale varianter under ét alsisk. Varianten angeldansk blev talt i Angel i Sydslesvig indtil ca. 1900.
Ordet jeg er på sønderjysk æ eller a. I udlyd bliver b- og g-lyden til f og ch  Dialekten har i lighed med rigsdansk to køn. Rømø, Als og Sundeved har bibeholdt den nordiske musikalske accent. Det sønderjyske ordforråd er påvirket af nabosproget tysk. Men dialekten har også bevaret mange nordiske udtryk som f.eks. fikk (≈ lomme, svensk: ficka), grander (≈ klog, olddansk: gran, islandsk: grannur), snel (≈ flink, norsk snill, svensk snäll, islandsk snjall).
Æ Synnejysk Forening arbejder for at bevare og pleje den sønderjyske dialekt.
Foreningen Synnejysk Ambassade samler eksilsønderjyder i Københavns-området om forskellige aktiviteter, der bakker op om sønderjysk sprog og kultur.

## Varianter
Den sønderjyske dialekt kan igen underinddeles i under-dialekter eller varianter .
- Vestsønderjysk (f.eks. rømømål)
- Østsønderjysk (f.eks. alsisk)
- Sønderjysk syd for grænsen (mellemslesvigsk, fjoldemål og angelmål)